# 1501
Évszázadok: 15. század – 16. század – 17. század
Évtizedek: 1450-es évek – 1460-as évek – 1470-es évek – 1480-as évek – 1490-es évek – 1500-as évek – 1510-es évek – 1520-as évek – 1530-as évek – 1540-es évek – 1550-es évek
Évek: 1496 – 1497 – 1498 – 1499 –  1500 – 1501 – 1502 – 1503 – 1504 – 1505 – 1506

## Események

### Határozott dátumú események
- július 31. –  XII. Lajos francia király másodszor rendeli el a zsidók kiűzését Provence-ból.[1]
- augusztus 2. – XII. Lajos francia király elfoglalja Nápolyt és elűzi IV. Frigyes nápolyi királyt. (1503-ban kénytelen kivonulni.)
- október 2. – Leonardo Loredan velencei dózse megválasztása.[2]
- november 14. – Artúr walesi herceg és Aragóniai Katalin esküvője. (A frigy rövid életűnek bizonyult, ugyanis Artúr „izzadós kórba” esett és 1502 áprilisában meghalt.)[3]

### Határozatlan dátumú események
- október – Sándor lengyel király trónra lépése.
- az év folyamán – 
  - Corvin János szétveri a Jajcát ostromló török sereget.
  - Iszmáil sah megalapítja a Szafavida Birodalmat a mai Észak-Iránban.
  - Corvin János a kezén maradt sziléziai kis Opavai (troppaui) Hercegséget magyarországi uradalmakra cserélte II. Ulászló magyar és cseh királlyal.[4]

## Az év témái

### 1501 a tudományban
- - Johannes Aventinus német tudós pontos méreteket ad a Fertő tóról, s ezekből arra lehet következtetni, hogy a tó a 16. század elején érte el eddigi ismert legnagyobb kiterjedését.[5]

## Születések
- május 6. – Marcello Cervini, később II. Marcell pápa († 1555)[6]
- november 24. – Gerolamo Cardano, olasz természettudós († 1576)
- Pedro de Mendoza, konkvisztádor († 1537)

## Halálozások
- június 17. – I. János Albert lengyel király (* 1459)
- szeptember 20. – Agostino Barbarigo velencei dózse[2]